# Ülenurme
Ülenurme è un comune rurale dell'Estonia meridionale, nella contea di Tartumaa. Il centro amministrativo è l'omonimo borgo (in estone alevik).

## Località
Oltre al capoluogo, il comune comprende un altro borgo, Tõrvandi, e 12 località (in estone küla):
Külitse - Laane - Läti - Lemmatsi - Lepiku - Õssu - Räni - Reola - Soinaste - Soosilla - Täsvere - Uhti